# Fyndiq AB
Fyndiq AB (fyndiq.se) är ett svenskt e-handelsföretag som grundades 2009, med grundidén att vara en kanal på nätet för svenska handlare att bli av med sina restlager. Fyndiq har cirka 1 400 anslutna butiker[när?] som säljer sina varor inom kategorier som skönhet, mobiltillbehör, leksaker och elektronik. 
I april 2016 avbröt bolaget sin påbörjade Еuropa-expansion och sade upp en fjärdedel av personalstyrkan.
I februari 2023 meddelades att konkurrenten CDON skulle förvärva Fyndiq. Det slutgiltiga godkännandet skedde på CDON:s extrastämma den 28 mars samma år. Någon gång under det första halvåret 2023 beräknades sammanslagningen vara slutförd. Den genomfördes i april 2023. Fredrik Norberg, som tidigare var vd för Fyndiq, blev då vd för CDON.

## Grundare och investerare
Fyndiq AB grundades av Dinesh Nayar (tidigare bland annat på Happy Socks), Fredrik Norberg, Micael Widell, David Brudö (ägare och grundare av hotellbokningstjänsten Destly) och Dan Nilsson (grundare av bland annat Roliga Prylar och Ehandel.se). Sedan starten 2010 har företaget tagit in cirka 40 miljoner i riskkapital och till investerarna hör bland andra Jan Carlzon  . I slutet av 2014 drogs ytterligare 20 miljoner dollar i investeringar in, då från Industrifonden och Northzone, motsvarande 150 miljoner svenska kronor.  100 miljoner av dessa drogs dock tillbaka i april 2016. 

## Siffror
- 2010 - 300 produkter på sajten från 40 olika butiker
- 2011 - Fyndiq omsatte 8,3 MSEK
- 2012 - Fyndiq omsatte 56 MSEK[10]
- 2013 - Fyndiq omsatte 123 MSEK , 100 000 produkter
- 2014 - 170 000 produkter
- 2015 - Över 400 000 produkter
- 2016 - Över 800 000 produkter